# Franz Weiß (Maler, 1903)

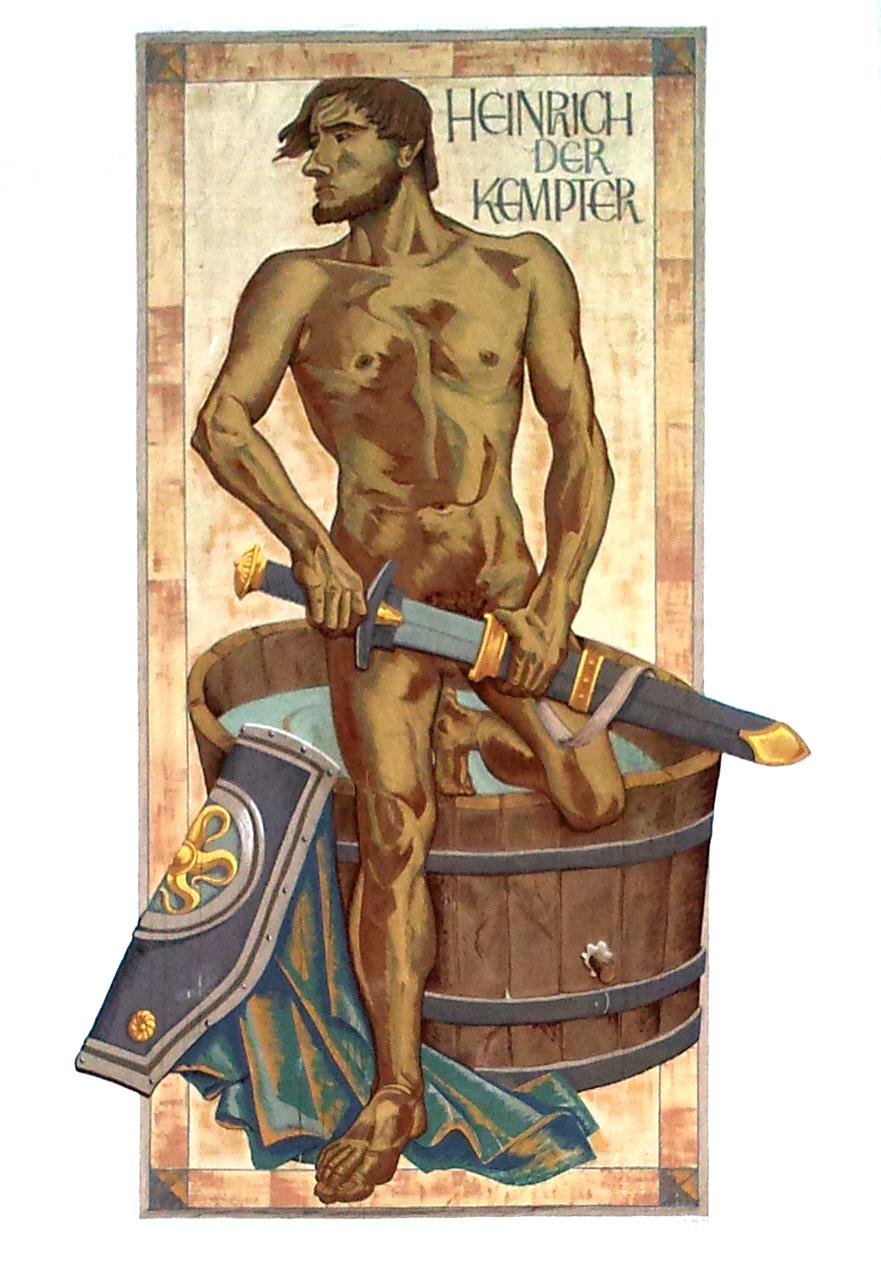
Wandmalerei an der Südfassade des Kemptener Rathauses

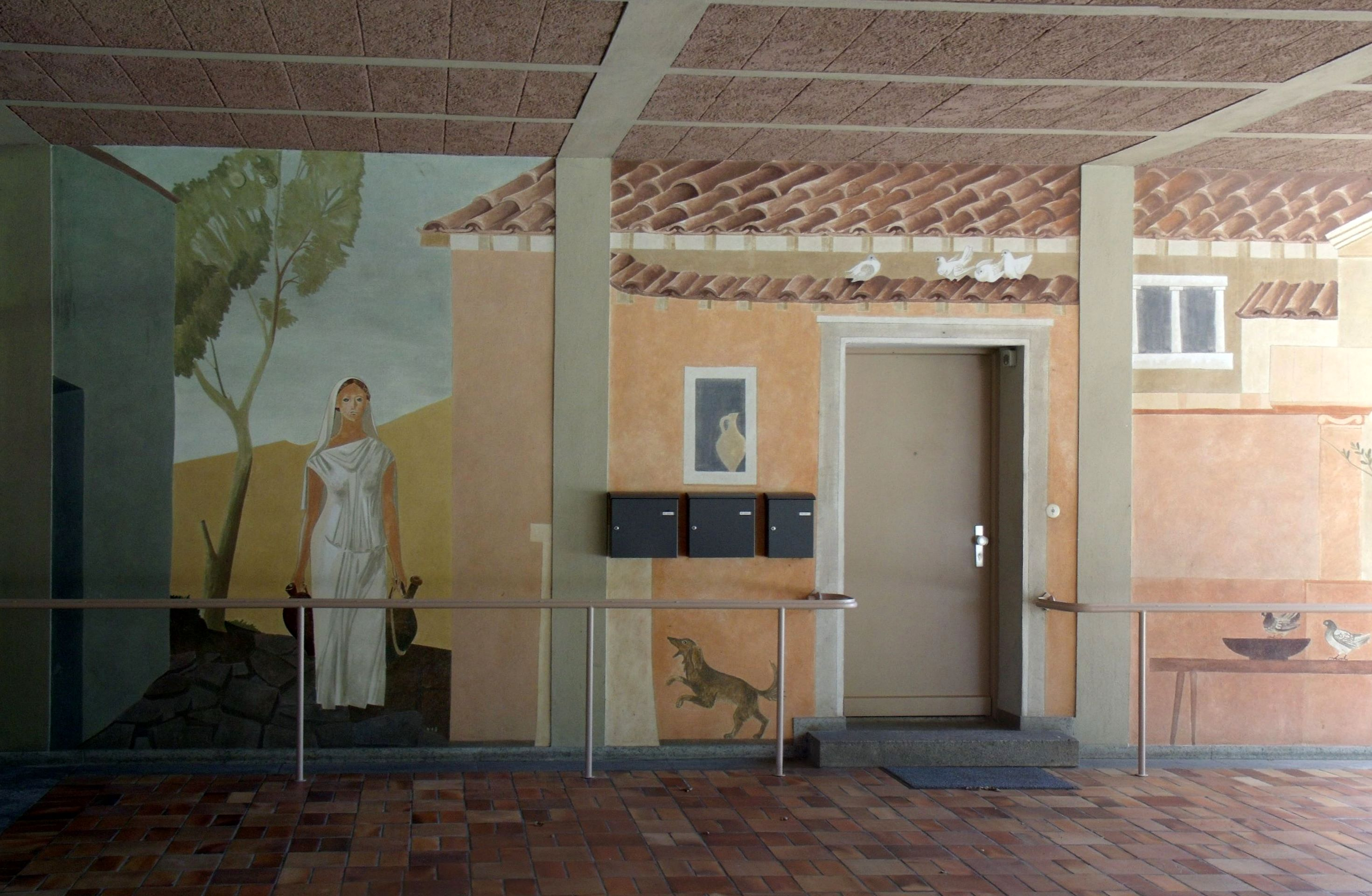
Römische Hausfrau mit Wohnhaus am Eingang der Lindenbergschule

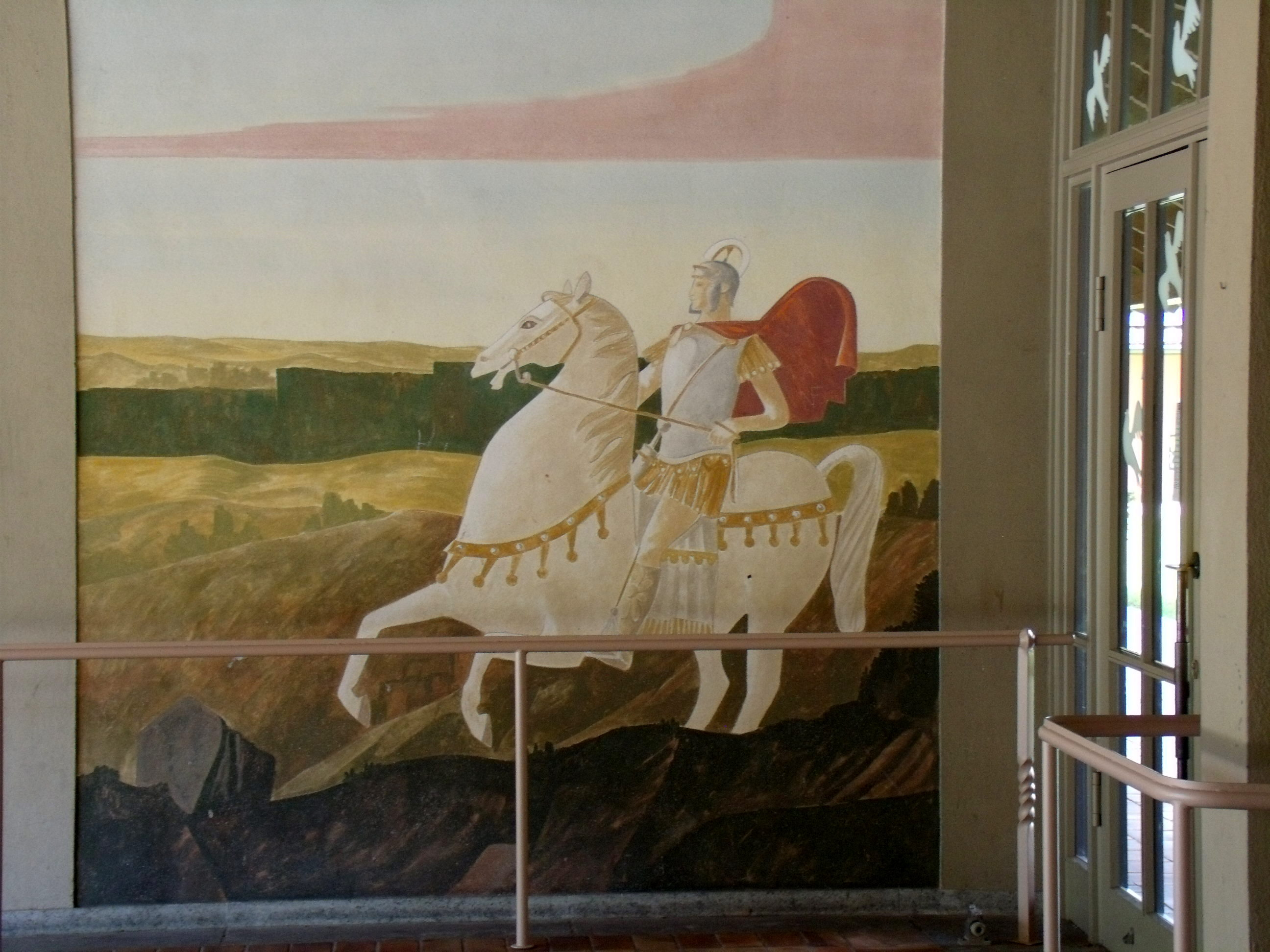
Römischer Reiter am Eingang der Lindenbergschule in Kempten

Franz Weiß (* 5. Mai 1903 in München; † 1. Juni 1981 in Kempten (Allgäu)) war ein Maler, der hauptsächlich im Allgäuer Raum und in München tätig war. Der vielseitig begabte Künstler war auch Fassaden- und Innengestalter, entwarf plastische Dekorationen und Werbegrafiken.

## Leben
Nachdem Franz Weiß in München studiert und in einem Atelier gearbeitet hatte, zog er im Jahr 1923 nach Kempten, behielt aber lange noch ein Atelier in München. Von 1939 bis 1944 nahm er mit sieben Ölgemälden an der nationalsozialistischen Großen Deutschen Kunstausstellung teil, die er alle für je 6.000 bis 10.000 RM verkaufte, u. a. an die Nationalsozialisten Adolf Hitler, Hermann Esser und Hermann Giesler.
Ende der 1940er Jahre entwarf Weiß auf Wunsch des Allgäuer Brauhauses ein Etikett mit dem Brauch der Gassenschänken, auf dem ein typischer Allgäuer Bub mit Lederhose das Bier im Steinkrug heim trägt. Dieses Etikett prägt seit 1950 die Biermarke Allgäuer Büble und wird auch 70 Jahre später von der Brauerei als Markenzeichen eingesetzt, auf Bierdeckeln, Plakaten und Gasthausschildern.
Ebenfalls ab Ende der 1940er Jahre entwarf er lange Zeit die Plakate für die Allgäuer Festwoche.
Neben dieser Arbeit prägte er das Stadtbild Kemptens, aber auch anderer Städte wie Bad Wörishofen und Füssen mit Fassadenmalereien. In Kempten kann man noch heute an zahlreichen Häusern, z. B. an Neubauten in der Bahnhofstraße, am Hildegardplatz, in der Gerberstraße, der Bäckerstraße oder am Schumacherring von ihm gestaltete Malereien sehen. Am Schwabenweg schuf er z. B. die Bildnisse der Sieben Schwaben. Er malte auch das Bild von Heinrich von Kempten auf dem Kemptener Rathaus. In der Lindenbergschule gestaltete er das Atrium mit Szenen aus dem römischen Kempten. Die Ausmalung der Innenräume des Müßiggengelzunfthauses stammt ebenfalls von ihm. Franz Weiß arbeitete 1954 an der Innenrenovierung und Neugestaltung des Stadttheaters in Kempten mit. Er entwarf die aufwendige Deckenrosette und übermalte den ramponierten Theatervorhang mit dem Tanz der Musen von Franz Sales Lochbihler. Weiß gestaltete auch den Kornhaussaal.
Neben Kempten arbeitete er auch in München, Wangen, Füssen, Immenstadt und in Bad Wörishofen.
Franz Weiß starb im Jahr 1981 in Kempten. Bis kurz vor seinem Tod war er künstlerisch tätig. Im Laufe seines Berufslebens bildete er zahlreiche Lehrlinge aus, von denen die meisten selbst künstlerisch oder als Restauratoren tätig wurden, z. B. der Maler und Karikaturist  Manfred Küchle, der den „Balthes“ für die Allgäuer Zeitung zeichnet.
Die Stadt Kempten (Allgäu) ehrte Franz Weiß durch die Benennung einer Straße im Stadtteil Rothkreuz nach dem Maler.

## Ausstellungen
1943 Große Deutsche Kunstausstellung im Haus der Deutschen Kunst in München